# Chairlift
Chairlift (zu deutsch: Sessellift) war eine US-amerikanische Elektropop-Band.

## Bandgeschichte
Caroline Polachek, die wie die anderen Bandmitglieder aus Boulder, Colorado stammt, war 2005 Sängerin einer Band, in der auch Patrick Wimberly spielte. Die Band löste sich auf, und Polachek begann, bei Aaron Pfenning als Backgroundsängerin zu arbeiten. Die beiden gründeten Chairlift als Duo, und als sie aus Studiumsgründen nach New York City umzogen, trafen sie dort zufällig Wimberly wieder, der das dritte Mitglied der Band wurde.
2007 erschien ihre Debütsingle Evident Utensil. MGMT veröffentlichte hiervon einen Remix, und Chairlift trat auch gemeinsam mit MGMT auf. Das Debütalbum Does You Inspire You erschien im folgenden Jahr. Es verhalf Chairlift zu einem Vertrag bei Columbia Records, die das Album neu veröffentlichten und auch in Europa vermarkteten.
Besondere Aufmerksamkeit erhielt der darauf enthaltene Song Bruises, der aus der gemeinsamen Zeit von Pfenning und Polachek stammt und der für einen iPod-Werbespot verwendet wurde. Der Song stieg in die US-Downloadcharts ein und kam in die kanadischen Billboard-Charts. In den offiziellen UK-Charts erreichte das Lied Platz 50. In Deutschland wurde das Lied ein Radiohit.
Ende 2008 machte Chairlift eine Europatournee. Im Frühjahr 2009 trat die Gruppe beim South-by-Southwest-Festival auf und tourte als Support mit anderen Künstlern durch Nordamerika. Nach privater und beruflicher Trennung der Gründungsmitglieder traten sie ab 2010 als Duo auf.
Im Dezember 2016 gaben Chairlift ihre Auflösung bekannt. Eine Abschiedstournee fand im Frühjahr 2017 statt.

## Diskografie
Alben
- Does You Inspire You (2008)
- Something (2012)
- Moth (2016)

EPs
- Daylight Savings EP (2007)
- Chairlift at 6:15 (2012)

Singles
- Evident Utensil (2007)
- Bruises (2008)
- Amanaemonesia (2011)
- Met Before (2012)
- I Belong in Your Arms (2012)
- Ch-Ching (2015)
- Romeo (2015)
- Crying in Public (2016)
- Ch-Ching (Redux) (feat. D.R.A.M. & Jimi Tents, 2016)
- Get Real (2016)